# Musculus anconeus
De musculus anconeus of elleboogspier is een van de armspieren.
De elleboogspier ontspringt aan het dorsale vlak van de epicondylus lateralis en aan het ligamentum collaterale radiale. Het zit vast aan het proximale vierde deel van de dorsale zijde van de ellepijp.
De spier ondersteunt het strekken van de musculus triceps brachii en spant het gewrichtskapsel.
Deze spier wordt geïnnerveerd door de nervus radialis.